# Garra Chapina
Garra Chapina es un festival de música rock guatemalteco creado en 1999 por Viernes verde, la cual es una banda musical de mucha trayectoria en dicho país, la única que sigue vigente desde la década de los 90´s y la más importante de esta corriente musical en Guatemala. Este festival de música fue creado con la intención de darle una oportunidad de exposición a bandas completamente nuevas y de esta manera contribuir al desarrollo de la industria musical en el país. Desde 1999 hasta el 2012 se han hecho 12 ediciones del Festival, tiempo durante el cual se han presentado más de 60 bandas y alrededor de 250 artistas tanto guatemaltecos como de otros países centroamericanos.

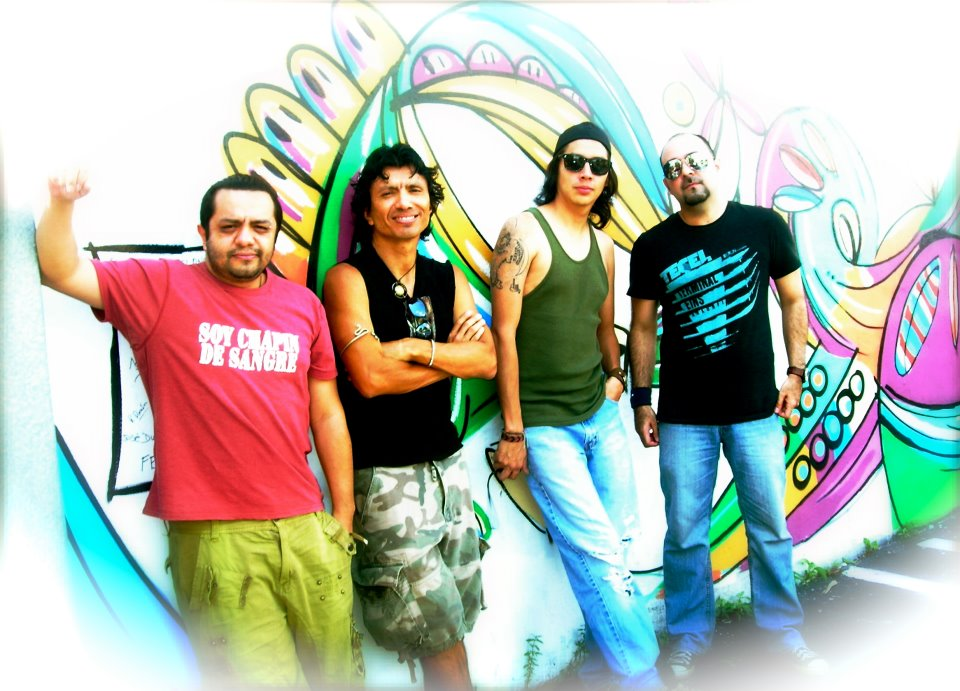
Viernes verde en Miami, abril de 2012, grabando su 6.º álbum

## Localidades del Festival
Las localidades de este festival entre las fechas del 1999 y 2011 han sido las siguientes:
- 1999 Bodeguita del Centro en la zona 1 de Guatemala.
- 2000 Parqueo Frente al Géminis zona 10 de Guatemala.
- 2001 Parqueo Frente al Géminis zona 10 de Guatemala.
- 2002 Parque de la Industria zona 9 de Guatemala.
- 2003 Parque de la Industria zona 9 de Guatemala.
- 2004 Teodoro Palacios Flores zona 5 de Guatemala.
- 2005 Parqueo de Skate Track Roosevelt zona 11 de Guatemala.
- 2006 Estadio del Ejército zona 5 de Guatemala.
- 2007 Teatro al Aire Libre del Centro Cultural Miguel Ángel Asturias.
- 2008 Teatro al Aire Libre del Centro Cultural Miguel Ángel Asturias.
- 2009 a 2010 No se realizó el Festival.
- 2011 Parque de la Industria zona 9 Guatemala.
- 2012 Parque de la Industria zona 9 Guatemala.
- 2013 El Festival ha tenido un receso por tiempo indefinido.

El Festival en 10 años ha reunido en promedio 40,000 personas, pero en Guatemala, la carencia de apoyo permanente de marcas, la ausencia de radios de rock en FM, y la falta de interés del Ministerio de Cultura y Deportes, el Festival La garra Chapina tuvo que darse un obligado receso para que los creadores Viernes Verde se enfocaran en la producción de su quinto material "Fantasia Funesta", estrenando dicho disco en octubre de 2009.

## Logros del Festival
A lo largo de sus años de vida, el Festival Garra Chapina ha tenido varios logros:
1) Ser el único festival de música independiente de dicho país que se ha sostenido por largo tiempo, considerando la falta de industria musical, en Guatemala no existe ningún apoyo permanente de las marcas publicitarias ni mucho menos apoyo del Ministerio de Cultura y deportes.
2) Haber sido cubierto por canales mexicanos, específicamente, el canal Telehit quién hizo un especial de una hora del mismo y el cual fue repetido más de 10 veces en aproximadamente 25 países de habla hispana. De esta forma, los artistas que participaron en el festival en dicho año tuvieron una difusión internacional relevante.
3) Haber grabado el primer DVD en vivo de la historia en el país.
4) Con el tiempo, la palabra Garra Chapina ha pasado a formar parte de los modismos de lenguaje del país.
5) Mantener a flote el rock en Guatemala. A principios del nuevo milenio el auge del rock guatemalteco se ha estancado, las bandas importantes de los 90´s del país desaparecieron y a pesar de que hoy en día existen muchas bandas de rock, no se ha levantado por completo este movimiento, en comparación con los dorados 90´s.

## Historia del rock guatemalteco
A grandes rasgos, y sin pretensiones de una clasificación exhaustiva, la historia del Rock en Guatemala, hasta el momento puede dividirse en tres etapas principales. La primera alcanza su apogeo durante los años 70 (aunque su origen -ahora remoto- se pierde en la década anterior), con bandas como Apple Pie, S.O.S, Caballo Loco, Plástico Pesado, entre algunas otras, y desemboca en las que, como Siglo XX, Azúcar y Santa Fe, desaparecerían absorbidas por el hoyo negro de las discotecas rodantes y el monopolio del disco dance. Una segunda fase la constituye la aparición y florecimiento de Alux Nahual durante los 80's, que aun cuando no subsistió en forma aislada (Rocks, Pirámide, Panivers), si superó materialmente lo alcanzado por cualquier agrupación de su época, al punto de trascender en forma solitaria los canales roqueros de Centroamérica. Y una tercera etapa se marca durante el presente decenio, cuando logra notoriedad toda una serie de grupos, encabezados por Bohemia Suburbana, Radio Viejo, Fábulas, Legión, La Tona, SURASH, Piedras Negras, Estrés, Ricardo Andrade (RIP) y Los Últimos Adictos, Viernes verde -et al.
Naturalmente, una categorización tipológica de los conjuntos guatemaltecos dedicados al rock tendría que abarcar corrientes de acción muy diversas: la de los rocanroleros de night club que siguen activos, pero repitiendo las primeras canciones de Jagger y de Morrison; la de los mosheros que centran su operaci6n en sus thrash attacks; la de los grupos cristianos que poseen un público cautivo dentro de la amplia red de iglesias protestantes adentro y fuera del país; la de los alternativos que actualmente cuentan con el movimiento más inmediato de seguidores; y, hasta la de los pseudo-roqueros que, como muchos músicos enlatados de México, Puerto Rico y otras partes, duran lo que duran las modas, para pasar de estilo juvenil.. a baladista... a techno... a rock-pop...
Con aquellas, y varias otras agrupaciones, podría hacerse la biografía del rock guatemalteco. Sin embargo, más allá de lo puramente descriptivo, un escudriñamiento más analítico abre una pregunta interesante - ¿Qué conexión ha habido, con el paso de los años, entre los grupos de rock de Guatemala? La respuesta, que como involucrado directo en ese proceso me aventuro a ofrecer, resulta poco reconfortante: casi ninguna. Y es que, lamentablemente, el arte musical no se ha escapado a ese triste atributo de la cultura guatemalense, que consiste en que cada generación empieza desde cero, como si antes hubiera habido poco o nada con qué establecer un vínculo y, aún peor, como si lo que viene más adelante, tampoco tuviera nada qué ver con lo actual.
Por esto, se presenta poco creíble que, según algunos comentarios circulantes, se haya desatado una polémica entre grupos de rock como Alux y otros. En primer término, porque para que se entablara una polémica, primero tendría que existir una comunicación entre ellos. Desafortunadamente, si tal comunicación escasea entre grupos, musicales coetáneos, menos aún ocurre entre representantes distanciados generacionalmente. A nadie tiene que sorprender que los practicantes de un estilo no acudan a los conciertos de otro; es de dominio que -con pocas excepciones- los músicos locales solo concurren a los recitales en los que participan ellos mismos, por contrato o por compromiso. Y si no lo hacen cuando jóvenes, menos después, cuando manejan excusas formidables, como lo peligroso que es salir de noche, el exceso de trabajo, la falta de plata, la familia...
Polémica podrá engendrarse entre gentes de rock que traten el fondo de los asuntos, y que, amparados por el inobjetale nivel de su producción, presenten argumentos para proponer el avance real de lo que llamamos música, en este caso, la que hacen los grupos de rock guatemaltecos.de buena calidad

## Sinopsis
En sus comienzos el rock fue visto como una moda destinada a desaparecer en poco tiempo. Casi cincuenta años después, el género no solo se mantiene sino que sigue revitalizándose y se ha convertido en una forma de vida para miles de personas. Es una pasión que, de ser consecuente, de conservara por toda la vida y resistirá cuanto cambio de rumbo haya en el camino.
Al inicio fue asociado con la rebeldía e irreverencia ante las normas que impone la sociedad. Era la combinación de una forma de ser interior muy especial de corazón, y de aspecto exterior que e tradujo en el cabello largo, la vestimenta extravagante y el desafió ante toda norma impuesta. Siendo mayores tienen la satisfacción de haber proseguido en el terreno musical y aun mantienen la anarquía e irreverencia que tuvieron cuando jóvenes.
“La mayoría del público”, dice “espera del músico una copia de una canción, espera todavía oír Satisfaction” o cualquier canción de copia que les hace recordar algo. Pero tienen que saber también que el músico no es rockola y tampoco no todo el tiempo va a estar tocando lo mismo”. A su juicio, el músico es mejor cuando se deja expresar lo que tiene en su corazón.
Lo que empezó como una pasión juvenil se ha convertido, con el paso de los años, en componente vital de la existencia de Jorge Godínez, Raúl Maquín, Marco Antonio Luna y Carlos Cush, quienes pertenecieron a grupos de la escena roquera guatemalteca de la década de los 60 y 70 como Módulo 5, Caballo Loco, Cuerpo y Alma y Siglo XX.
Quien ve por primera vez a Raúl Maquín quizá observe a un hombre de apariencia frágil, cabello largo y bigote abundante, pero cuando toma en sus manos una guitarra eléctrica se transforma totalmente. Pocos minutos son suficientes para verlo emular al genial guitarrista norteamericano Jimmy Hendrix: toca la guitarra con los dientes, se la pasa por la espalda y de repente se desplaza entre las mesas, dedicándole un solo a la primera muchacha guapa que encuentre. A sus 50 años y pese a sus limitaciones físicas –padece de problemas de oído-- Maquín sigue manifestando la misma energía que desplegó cuando militó en el legendario grupo Caballo Loco.
A la par suya, un hombre de boina, lentes oscuros y espesa barba canosa ejecuta el bajo con precisión. Su físico delata el paso de los 53 años que lleva sobre la tierra, pero a pesar de ello Jorge Godínez, exintegrante de Módulo 5, considera sentirse muy bien, sin mayores achaques ni problemas propios de la edad. “El rock ha llenado mis expectativas sobre la música. Lo considero una forma de vida, la cual seria muy difícil de abandonar, a menos que cambien tus convicciones y tus valores pasen a otro plano”.
Llegar a los 50 años sin abandonar el mundo de la música es un auténtico logro. “Muchos empiezan jóvenes a tocar, pero después el sistema los absorbe y se convierten en receptor – pagador de un banco”, dice el vocalista y fundador del grupo Cuerpo y Alma, Marco Antonio Luna. Para el ser músico significa empujar la piedra del arte. “Es una necesidad que obliga a seguir y seguir, a comprometerse con la música”. En un caso, bromea, “llegara el día en que digan ‘suban a Maco al escenario’, porque ya viejito voy a seguir tocando”.
A sus 48 años, Carlos Cush es personaje habitual de las noches de descarga que se ofrecen, cada jueves en el café Tzijolaj, en la zona 1. ¿Qué lo hace seguir tocando a su edad? “Si existe, es Dios”. Hace 32 años se hizo la promesa de dedicarse por entero a la música, luego de haber sido expulsado del instituto por haberse negado a cortar el cabello. Muchos lo recuerdan como el baterista del grupo Siglo XX.
El rock también es sinónimo de libertad y energía. “Una de las cosas que me gusto del rock, es que en el escenario vos podes hacer muchas cosas. Vos podes tocar con un gran desparpajo. La música de rock desprende una energía radiante y te permite cosas que no te permite otro genero de música”, afirma Godínez. Tal postura es ratificada por Maquín, “porque con el rock uno puede descargar lo que uno tiene adentro, mucho más que cuando uno está tocando otro genero de música que no exige demasiada energía”.
Permanecer vigente en la música por más de tres décadas no ha sido fácil. En especial si se tiene en cuenta la hostilidad del medio, la responsabilidad que conlleva el sostén de una familia y las presiones de la sociedad. Tampoco sería exagerado afirmar que son sobrevivientes de toda una generación. De proponerse un retorno de las bandas donde militaron, sería difícil tener, por lo menos a tres de los integrantes originales juntos: o han fallecido víctimas del alcohol o la droga, o han emigrado a Estados Unidos o se han unido a una secta religiosa. A esto hoy que añadir a quienes se interesaron pasajeramente en la música por moda y vanidad, y actualmente ejercen profesiones que les han garantizado la estabilidad económica y familiar.
Espíritu de rockero
Rony de León
(Los SOS de 1969: Armando Fong, Rony de León, Jorge Jiménez y Jaime Chavarri)
Sin lugar a dudas, el desaparecido Rony de León (1946-1997), exvocalista de la mítica agrupación SOS, aun seguirá presente en los escenarios. Quienes lo vieron cantar en cualquiera de las agrupaciones que integró –Xibalbá, Xzot, Liverpool y Por Siempre— lo recuerdan como una persona llena de energía y pasión por el rock, caso como en ningún otro componente de su generación.
Los tres sencillos que grabara con SOS se han convertido en auténticos clásicos. Superaban la mera copia de una canción al añadirles arreglos propios y brindarles un tratamiento muy personal. Rony le imprimió la fuerza que lo caracterizaba a canciones como “All my loving” y “Babys in black”, de los Beatles, “See see rider”, de Eric Burdon & The Animals, y su obra maestra: “Medalla”. La versión que grabaran de “Badge”, el éxito compuesto por el todavía llorado George Harrison al lado de Eric Clapton, e interpretada por el trío británico Cream, se ha convertido en un hito de la música local y motivo, según cuenta su hermano Larrimer, una llamada de felicitación por parte del mismo Clapton, quien le aseguró que era mejor a la original.
Maco Luna afirma que mientras muchos de sus compañeros de ruta se vieron obligados en un momento a tocar otros géneros musicales para sobrevivir, “Rony fue el rockero no contaminado. Siempre canto rock. Nunca lo oí cantar una salsa o una bossa nova”.
El nuevo aire que tomo con Por Siempre se tradujo en la grabación de un CD, aun inédito, que registra las versiones que hiciera traducidas al castellano de clásicos del rock. Supo resumir su pensamiento y filosofía de la siguiente manera: “Nací de treinta, me siento de treinta y moriré de treinta”.

## Radios
Las radios de rock fueron las que hicieron el impulso de este tipo de música en Guatemala siendo algunas de ellas la Fenix, radio activa, metro 102.9 (transmitió en directo la primera garra chapina) la Vox, y la primera en apoyar el rock nacional con un concierto acústico el 4 y 5 de noviembre de 1,999 en el teatro Nacional en el que participaron algunas bandas nacionales fue Atmósfera 96.5 con el Atmósfera Omplog grabado en vivo en la ciudad de Guatemala, después de esto vino el apoyo de la marca con sus presentaciones en Panarock en la ciudad de Panajachel con artistas chapines. Culminando con la desaparición de la marca en octubre de 2006, para ser sustituida por una radio de reguetón.
Actualmente no hay emisoras en FM que se dediquen específicamente a sonar música rock en Guatemala, solo algunas secciones poco conocidas de algunas emisoras, sin embargo surgen webs que están ligadas al movimiento roquero como: Rock Chapín,Oxígeno Radio Archivado el 6 de enero de 2011 en Wayback Machine.,Rock Republik,El Circo del Rock,Radio GuateRock y El Reacktor. En el año 2011 dejó de transmitir la radio El Circo Del Rock.
En 2007 se creó el programa El Reacktor en radio Xtrema, el cual está dedicado al rock nacional e internacional. Este programa tiene su sitio web donde se transmite en línea, con los locutores que formaban parte de radio La Marca, reviviendo así, radios completamente en línea que apoyan el movimiento de rock en el país. En el 2008 el programa de radio fue retirado del aire, quedando así en funcionamiento solamente la radio en línea. En abril de 2010, regresa www.REAckTOR.com al espacio en F.M. los días miércoles a las 22:00, así celebran también su 3.er aniversario como Medio Promotor del Rock en Guatemala con un festival que se lleva a cabo durante el mes de agosto de 2010; en este mismo festival se hace la presentación y debut de Cachalote (anteriormente Stygma) Siendo esta radio el primer medio en Presentar "Inpharto" como exclusiva el 5 de agosto de 2010, mismo tema es incluido en el disco de aniversario de reacktor.com junto a bandas como Fortuna Fugaz, Kusha, A Walking Legend, Peynfool entre otros.
En 2008 nació el espacio llamado "Rock en EXA", transmitido a todo el país por EXA FM 101.7 en la ciudad capital. En este programa surgió el segmento llamado "Rumbo a la Garra", que desde inicios de septiembre relató lo que acontecía previo a este magno evento, la Garra Chapina X. Se pudo escuchar a cada uno de los integrantes de Viernes Verde. Fue en este programa en donde se estrenó "Nadie se atreve", primer sencillo del nuevo disco de Viernes Verde, a editarse en 2009. Lamentablemente este espacio salió del aire a medidos del 2011.